# Bosnisch-herzegowinische Badmintonmeisterschaft
Bosnisch-herzegowinische Meisterschaften im Badminton werden seit 2008 ausgetragen. Im selben Jahr starteten auch die Juniorenmeisterschaften und die Mannschaftsmeisterschaften des Landes. Der Badminton-Verband Bosnisch-Herzegowinas wurde 2004 gegründet und trat ein Jahr später dem europäischen Badmintonverband BE bei. Er ist damit einer der jüngsten Badmintonverbände Europas.
Nach dem Zerfall der SFRJ finden auf dem Gebiet des ehemaligen Jugoslawiens auch Titelkämpfe Mazedoniens, Serbiens, Sloweniens und Kroatiens statt. Zwischenzeitlich gab es auch Meisterschaften von Jugoslawien und Serbien-Montenegro.

## Die Titelträger
| Saison    | Herreneinzel    | Dameneinzel        | Herrendoppel                   | Damendoppel                       | Mixed                               |
| --------- | --------------- | ------------------ | ------------------------------ | --------------------------------- | ----------------------------------- |
| 2008      | Aleksandar Egić | Milana Kozomara    | Aleksandar Egić Miroslav Kočić | Milana Kozomara Nikolina Čenić    | Miroslav Kočić Biljana Novaković    |
| 2009      | Aleksandar Egić | Milana Kozomara    | Aleksandar Egić Miroslav Kočić | Milana Kozomara Biljana Novaković | Slobodan Stijaković Milana Kozomara |
| 2010 2013 | keine Daten     | keine Daten        | keine Daten                    | keine Daten                       | keine Daten                         |
| 2014      | Antonio Lovric  | Jelena Gruban      | Aleksandar Egić Miroslav Kočić | Milana Kozomara Biljana Novaković | Slobodan Stijaković Milana Kozomara |
| 2015      | keine Daten     | keine Daten        | keine Daten                    | keine Daten                       | keine Daten                         |
| 2016      | Miroslav Kočić  | Ksenija Marinkovic | nicht ausgetragen              | nicht ausgetragen                 | nicht ausgetragen                   |
| 2016 2024 | keine Daten     | keine Daten        | keine Daten                    | keine Daten                       | keine Daten                         |